# Wind and Wuthering
Wind and Wuthering är ett musikalbum av Genesis från 1976. Det är deras sista studioinspelade album som gitarristen Steve Hackett medverkar på. Han lämnade gruppen efter den påföljande turnén på grund av att hans idéer inte i tillräcklig omfattning togs till användning i gruppens musik. Det var också deras sista album med det gamla progrock-soundet; på följande album blev musiken mer poporienterad.
Albumet blev som bäst sjua på albumlistan i Storbritannien och 26:a i USA.

## Låtlista
1. "Eleventh Earl of Mar" (Tony Banks, Steve Hackett, Mike Rutherford) - 7:39
2. "One for the Vine" (Tony Banks) - 9:56
3. "Your Own Special Way" (Mike Rutherford) - 6:15
4. "Wot Gorilla?" (Tony Banks, Phil Collins) - 3:12
5. "All in a Mouse's Night" (Tony Banks) - 6:35
6. "Blood on the Rooftops" (Phil Collins, Steve Hackett) - 5:20
7. "Unquiet Slumbers for the Sleepers..." (Steve Hackett, Mike Rutherford) - 2:23
8. "...In That Quiet Earth" (Tony Banks, Phil Collins, Steve Hackett, Mike Rutherford) - 4:49
9. "Afterglow" (Tony Banks) - 4:10